# Andersen-Fruchtvampir

Verbreitungsgebiet des Andersen-Fruchtvampirs

Der Andersen-Fruchtvampir (Dermanura anderseni) ist eine Fledermausart aus der Gattung Dermanura, einer Schwestergattung der Eigentlichen Fruchtvampire (Artibeus). Das Artepitheton ehrt den dänischen Zoologen Knud Christian Andersen. Die Art galt lange als Juniorsynonym des Gervais-Fruchtvampirs (Dermanura cinerea) und wurde 1978 von Karl F. Koopman als eigenständige Art anerkannt.

## Merkmale
Die Fellfärbung ist dunkelbraun. Die Flughaut und die Gliedmaßen sind dünn behaart. Die Zahnreihe im Oberkiefer ist nahezu parallel. Die Schnauze ist vorne erhöht. Der Karyotyp ist unbekannt.

## Verbreitung
Das Verbreitungsgebiet des Andersen-Fruchtvampirs erstreckt sich auf Kolumbien, Brasilien, Bolivien, Peru, Ecuador und auf Französisch-Guayana.

## Lebensraum
Der Andersen-Fruchtvampir bewohnt Waldfragmente, Primärwälder und Savannen von Meereshöhe bis in Höhenlagen von 1350 m.

## Lebensweise
Die Art errichtet ihre Schlafplätze in Blattzelten. Die Nahrung des Andersen-Fruchtvampirs ist weitgehend unbekannt, jedoch umfasst sie eine Vielzahl von Früchten. Nur wenige Daten sind über das Fortpflanzungsverhalten vorhanden. Trächtige und milchgebende Weibchen wurden von März bis April in Kolumbien und Brasilien und von September bis November in Bolivien und Ecuador beobachtet.

## Weblink
- Dermanura anderseni in der Roten Liste gefährdeter Arten der IUCN 2018.2. Eingestellt von: Sampaio, E., Lim, B. & Peters, S., 2016. Abgerufen am 2. Februar 2019.